# خلفية الموجة الثقالية
خلفية الموجة الثقالية (أيضًا GWB والخلفية العشوائية) هي إشارة موجة ثقالية عشوائية يمكن اكتشافها بواسطة تجارب الموجات الثقالية، مثل مصفوفة توقيت النجم النابض. قد تكون الإشارة عشوائية في جوهرها، مثل العمليات العشوائية في بدايات الكون، أو قد تنتج عن تراكب غير متماسك لعدد كبير من مصادر موجات الثقالة المستقلة الضعيفة التي لم تُحَل، مثل الثنائيات الافتراضية للثقوب السوداء الفائقة القديمة. يمكن أن يوفر الكشف عن خلفية الموجة الثقالية معلومات، لا يمكن الوصول إليها بأي وسيلة أخرى، حول مجموعة المصادر الفيزيائية الفلكية وعمليات الكون المبكرة.